# 赫塔河
赫塔河是俄羅斯的河流，位於克拉斯諾亞爾斯克邊疆區，屬於哈坦加河的左支流，河道全長604公里，流域面積100,000平方公里，在每年9月下旬至10月上旬開始結冰，直至翌年5月下旬至6月上旬，支流有博加尼達河和邁梅恰河。
71°54′54″N 102°7′22″E / 71.91500°N 102.12278°E